# دودوک‌ها

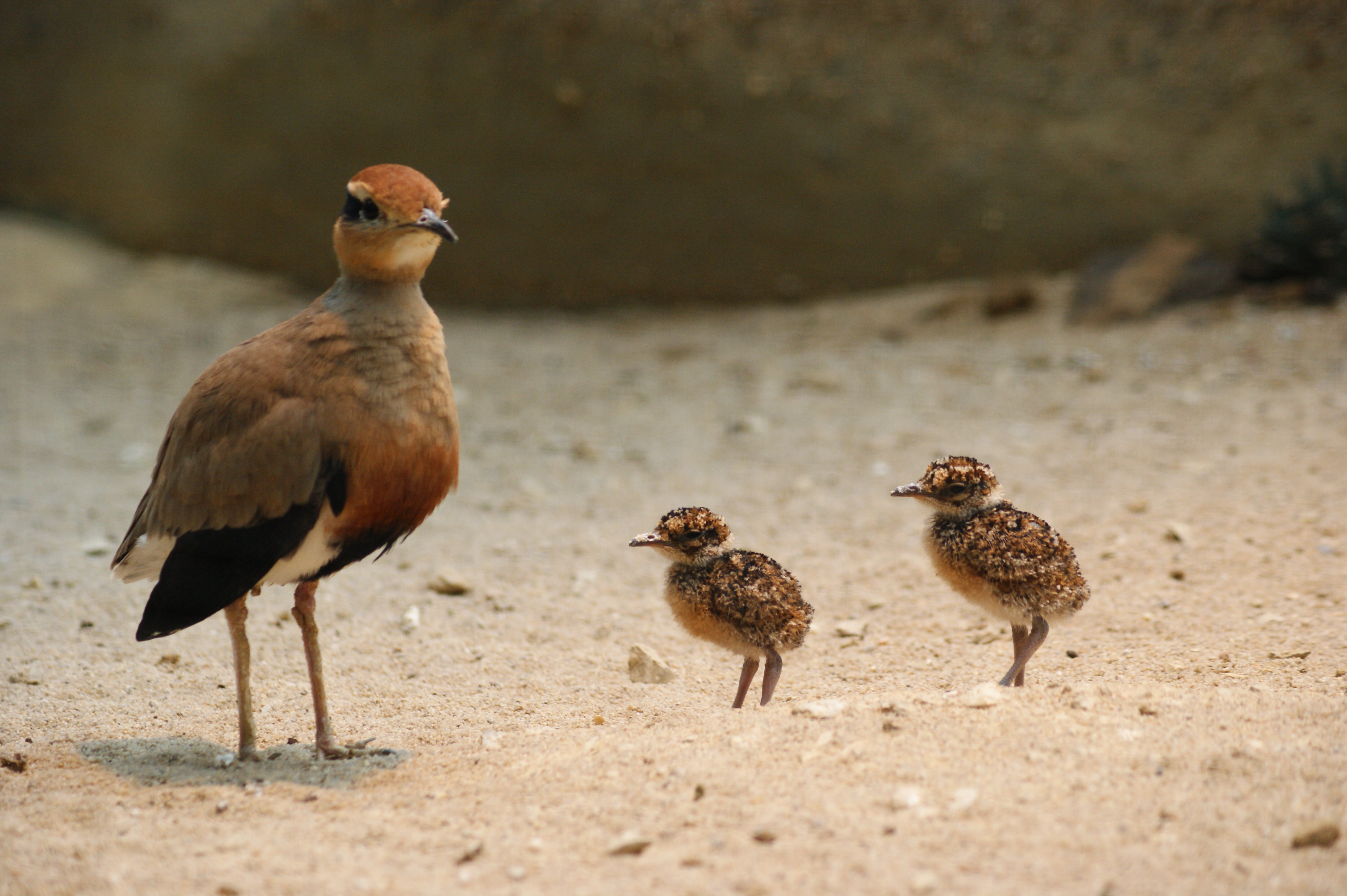
یک دودوک تمنیک با جوجه‌هایش

دودوک‌ها گروهی از پرندگانی هستند که به همراه سردهٔ «گلاریول‌های پابلند» یا «گلاریول استرالیایی» تیره چلچله‌بیابانیان را تشکیل می‌دهند. این پرندگان دارای پاهای بلند، بال‌های کوتاه و نوک‌های تیز بلند هستند که در انتها خمی رو به پایین دارد. این پرندگان اگرچه در گروه پرندگان آبچر طبقه‌بندی شده‌اند، اما استثنائاً در کویرها و مناطق خشک زندگی می‌کنند.

## گونه‌ها به ترتیب رده‌بندی
- سلیم مصری Pluvianus aegyptius
- دودوک معمولی Cursorius cursor
- دودوک تمنیک Cursorius temminckii
- دودوک هندی Cursorius coromandelius
- دودوک برشل Cursorius rufus
- دودوک دونواره Rhinoptilus africanus
- دودوک سه‌نواره یا دودوک هوگلین، Rhinoptilus cinctus
- دودوک بال‌برنزه Rhinoptilus chalcopterus
- دودوک جردان Rhinoptilus bitorquatus